# Xysticus aethiopicus
Xysticus aethiopicus is een spinnensoort uit de familie van de krabspinnen (Thomisidae).
De wetenschappelijke naam van de soort werd in 1875 gepubliceerd door Ludwig Carl Christian Koch.